# Anua mabillei
Anua mabillei är en fjärilsart som beskrevs av Pierre E.L. Viette 1974. Anua mabillei ingår i släktet Anua och familjen nattflyn. Inga underarter finns listade i Catalogue of Life.